# Fernando (football, 1978)
Pour les articles homonymes, voir Fernando.
Fernando Almeida de Oliveira, plus communément appelé Fernando, est un footballeur brésilien né le 18 juin 1978.